# Croughton (Northamptonshire)
Croughton – wieś w Anglii, w hrabstwie Northamptonshire, w dystrykcie (unitary authority) West Northamptonshire. Leży 35 km na południowy zachód od miasta Northampton i 93 km na północny zachód od Londynu. Miejscowość liczy 400 mieszkańców.